# Cinéma dynamique

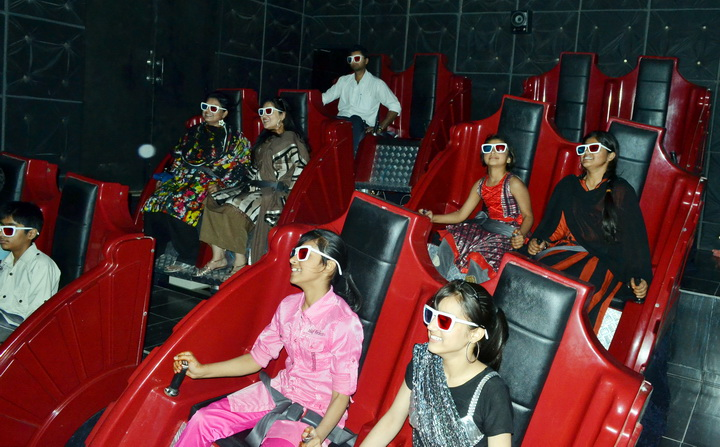
Intérieur d'une salle de cinéma dynamique de Lake View Park à Islamabad (2011).

Le terme cinéma dynamique désigne une projection cinématographique (et par extension l'espace où a lieu cette projection) accompagnée d'effets de mouvements réels sur les spectateurs : ces derniers sont placés soit sur des sièges mis en mouvement, soit embarqués sur une plateforme mise en mouvement, soit placés dans une capsule en mouvement.
Ces mouvements sont la plupart du temps assurés par un dispositif de vérins verticaux, dont les montées et descentes peuvent se moduler avec une grande finesse de précision.
En général, les mouvements sont pré-enregistrés lors de la prise de vue et sont activés de façon synchronisée lors de la projection pour donner un effet plus fort d'immersion dans l'image. Par exemple, si la séquence projetée est vue depuis un véhicule en mouvement, les mouvements imposés aux spectateurs auront des directions voisines de celles des accélérations qu'ils auraient pu subir dans la réalité.
Les sensations sont de plus en plus souvent amplifiées par un film en relief, des lunettes stéréoscopiques étant prêtées pour la séquence.
Plusieurs effets spéciaux peuvent également être ajoutés, tels que souffleries, effets de pluie et arrosage…
Dans le langage commun, le cinéma dynamique est également appelé simulateur. La technologie utilisée pour assurer les mouvements des sièges ou de la plateforme est souvent semblable à celle des simulateurs de vol, comme les plateformes hexapodes.
La différence essentielle avec les vrais simulateurs provient du fait qu'il n'y a aucune interaction entre les spectateurs et la scène présentée. Les spectateurs (parfois plus de 50 places dans une salle dynamique) restent passifs et ne peuvent pas modifier le parcours simulé.

## Quelques exemples de cinéma dynamique
- En France, quatre pavillons du Futuroscope disposent de cinémas dynamiques, comme l'Imax 3D Dynamique (qui abrite Arthur, l'Aventure 4D ou le Pavillon de la Vienne (La Vienne Dynamique) par CL Corporation.
- Vulcania, simulant les éruptions de lave des volcans d'Auvergne, ou séismes par la société française CL Corporation à Rennes.
- La société américaine Disney a mis en œuvre dès 1986 cette technologie pour les attractions Star Tours et Body Wars ou en 2002 pour Mission : Space, un simulateur de vol spatial incluant l'illusion d'impesanteur, conçu avec l'aide de la NASA. Disney utilise également des principes plus simples comme des fauteuils suspendus au-dessus d'un écran avec un déplacement d'air augmentant le réalisme de la simulation (Soarin' Over California).
- Universal Studios, société concurrente de Disney, a présenté dans ses parcs en Floride et en Californie, une technologie comparable basée sur des plateformes mobiles pour l'attraction The Simpsons Ride (anciennement Back to the Future: The Ride, qui simulait le déplacement d'une voiture volante à travers le temps et l'espace).
- À Paris, le Cinaxe de la Cité des sciences et de l'industrie proposait jusqu'en 2010 également un vol avec différents thèmes (par exemple : le maléfice de Toutankhamon ; l'île mystérieuse) incluant des images en 3D.

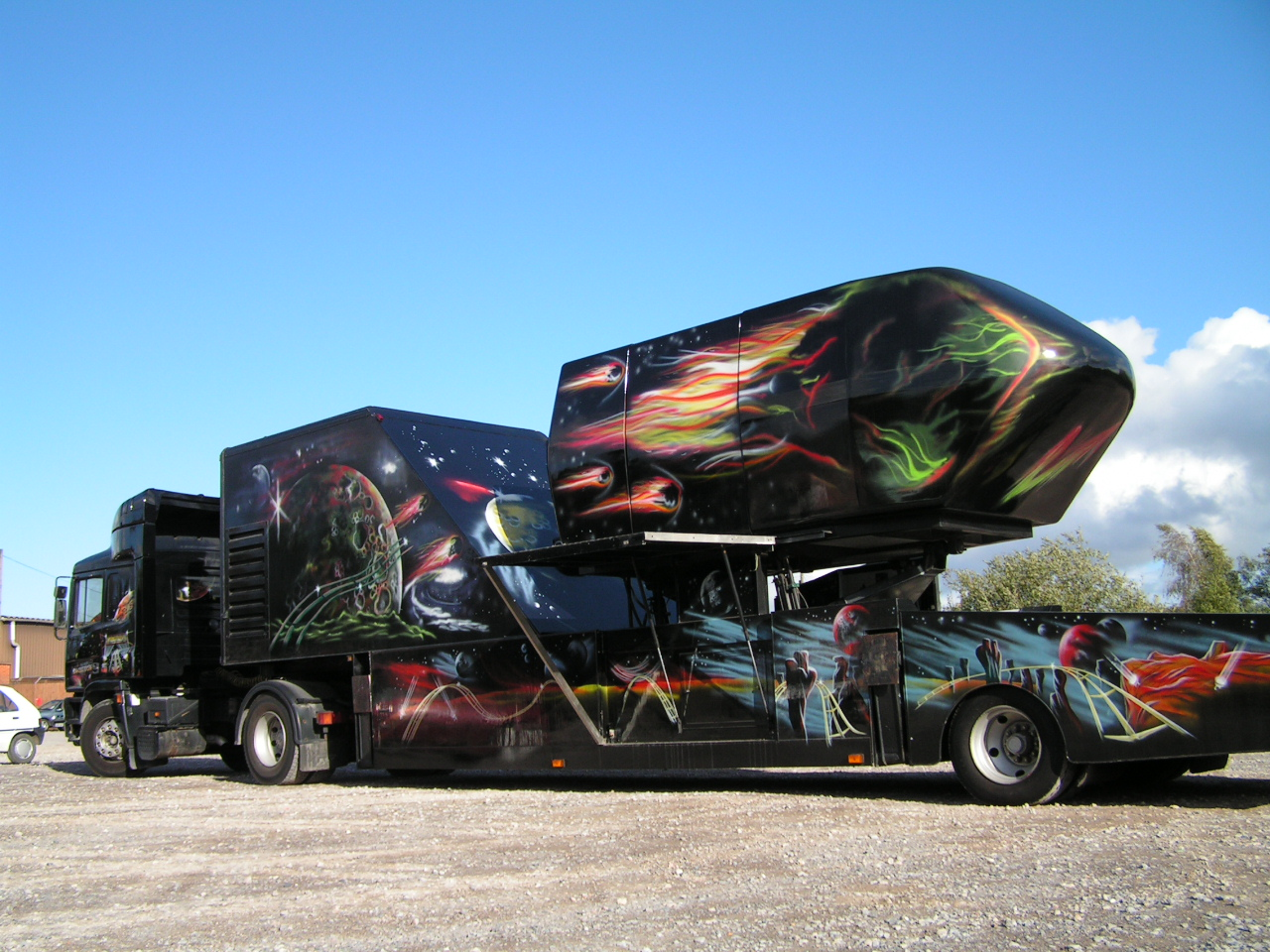
Système de cinéma dynamique pour fête foraine.

- Certaines fêtes foraines proposent également ce genre d'attraction, mais dans des amplitudes le plus souvent moindres. Elles se présentent sous deux formes, soit une capsule en forme de vaisseau spatial, soit une salle de cinéma avec plate-forme mobile.

La société bretonne CL Corporation a par exemple construit des cinémas dynamiques appelé Infini'D® à :
- Vulcania
- Casela Park à l’île Maurice
- Le volcan de Lemptegy
- Parc des Félins
- Citroën C42 Champs-Elysées
- La Maison du Volcan à l’île de la Réunion
- Tous les Mondiaux de l'Auto de Citroën à travers le monde